# Андерс Бјорк
Андерс Бјорк (енгл. Anders Bjork — Меквон, 5. август 1996) амерички је хокејаш на леду који игра на позицијама централног и левокрилног нападача.
Члан је сениорске репрезентације Сједињених Држава за коју је на међународној сцени дебитовао на светском првенству 2017. године.
Учествовао је на улазном драфту НХЛ лиге 2015. где га је као 146. пика у петој рунди одабрала екипа Бостон бруинса. Пре почетка професионалне каријере усавршавао се играјући у колеџ лиги за екипу Универзитета Нотр Дам.